# Violoncellový koncert (Dvořák)
Violoncellový koncert h moll, Op. 104 českého hudebního skladatele Antonína Dvořáka je nejvýznamnějším koncertem pro tento nástroj a patří mezi Dvořákovy nejslavnější skladby.
Autor ho zkomponoval v letech 1894-1895 pro svého přítele violoncellistu Hanuše Wihana.

## Historie

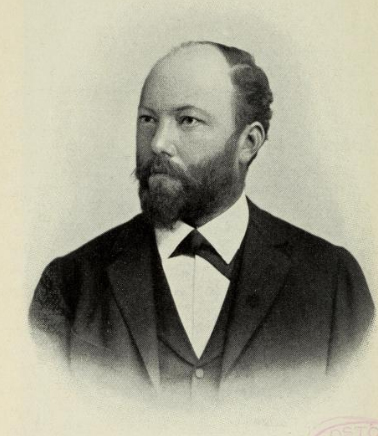
Hanuš Wihan, jemuž byl koncert původně věnován.

Dílo je druhým skladatelovým pokusem o violoncellový koncert. První sahá ještě do začátků Dvořákovy kariéry, do roku 1865. Tehdy složil violoncellový koncert v tónině A dur, s dílem však nebyl spokojen. Měl hotový jen klavírní doprovod a do orchestrace se již nepustil. Z tohoto důvodu je toto dílo neživotné.
Dvořák v průběhu dalších let vícekrát dostal požadavek na složení violoncellového koncertu. Vždy ji však zamítl, protože nepovažoval violoncello za hudební nástroj vhodný pro sólové uplatnění. Vadily mu hlavně jeho nejvyšší a nejhlubší polohy – jak jednou prohlásil, violoncello "nahoře huhňá a dole brumlá". Umělecké cesty jsou však nevyzpytatelné, a tak si nakonec vybral právě violoncello pro vyjádření své nostalgické nálady při odjezdu z Ameriky a na druhé straně velké radosti z návratu do vlasti. Sám se vyjádřil v tom smyslu, že z rozhodnutí napsat violoncellový koncert byl patrně překvapen ponejvíce on sám.
Koncert složil v závěru svého působení na konzervatoři v New Yorku. Dílu dal však dnešní podobu až po návratu do Čech, kde výrazně rozšířil závěr a více tematicky provázal všechny tři věty. Dílo složil pro violoncellistu Hanuše Wihana, avšak kvůli neshodám, které způsobily Wihanovy návrhy na revizi koncertu, dílo neuvedl do života. Koncert nakonec na londýnské premiéře v roce 1896 zahrál Leo Stern, s orchestrem pod Dvořákovým vedením. Dílo mělo velký úspěch. Johannes Brahms, který partituru viděl ještě před premiérou, se vzrušeně vyjádřil: "Proč jsem jen, do čerta, nevěděl, že je možné napsat violoncellový koncert, jako je tento? Kdybych to uměl, už dávno bych nějaký napsal."

## Popis

### Věty
1. Allegro...quasi improvisando
2. Adagio ma non troppo
3. Finale, Allegro moderato

### Složeníorchestru
- 2 flétny
- pikola
- 2 hoboje
- 2 klarinety
- 2 fagoty
- 3 lesní rohy
- 2 trubky
- 3 pozouny
- tuba
- tympány
- triangl,

smyčcové nástroje
- 1. a 2. housle
- violy
- violoncella
- kontrabasy

### Charakteristika
Typická délka skladby je přibližně 37 minut.
Pro dílo je charakteristická bohatá melodika a silné citové zabarvení. První věta začíná dlouhou předehrou orchestru, který předvede hlavní i vedlejší téma. Až potom vstoupí violoncello, které rozvede obě témata.
Druhá věta je lyrické a vroucné adagio. Ve střední části věty Dvořák použil melodii své vlastní písně Kéž duch můj sám, což byla oblíbená píseň Dvořákovy švagrové Josefíny Kaunitzové, která těžce onemocněla v době kompozice koncertu. Po její smrti tento melodický motiv zakomponoval i do závěrečné části třetí věty. Ta je velmi energická, i když není zde předepsáno příliš rychlé tempo. Má formu ronda a je zakončena epilogem, ve kterém je připomenuta melodie výše zmíněné písně i hlavní téma první věty.
Dvořákův violoncellový koncert je nejen základním dílem violoncellového repertoáru, ale patří do zlatého fondu světové hudební tvorby vůbec. Spolu s 9. symfonií Z Nového světa se jedná o nejčastěji uváděné dílo Antonína Dvořáka.